# Andrés Vega Delfín
Andrés Vega Delfín (Boca de la Sierra, municipio de Saltabarranca, Veracruz, 24 de marzo de 1931-9 de mayo de 2024), conocido como El Güero Vega, fue un músico tradicional mexicano, reconocido por ser el requintista del grupo de son jarocho Mono blanco, considerado uno de los músicos más influyentes del son jarocho y cabeza de la familia Vega, reconocida por los músicos que la componen; ganadores, junto con la familia Utrera, del Premio Nacional de Ciencias y Artes en el rubro de Artes y Tradiciones Populares.

## Biografía
Aprendió a tocar acompañando a su padre Mario Vega Peréz y tomando sus instrumentos, para aprender y jugar, así como escuchando a otros músicos mayores.
En 1950, a la edad de 18 años llega a Boca de San Miguel  antes de casarse con su esposa Hermelinda Hernández Velázquez. Aparte de ser músico, se dedicó a muchos otros trabajos, fue arriero, marinero en la lancha comercial en Tlacotalpan, campesino y vendedor de carbón.
Desde 1980 formó parte de Mono Blanco junto a sus hijos José Tereso y Octavio.

### Músico de fandango
Cómo músico aprendió, organizó y asistió a muchos fandangos en Saltabarranca, Villa Lerdo, Tlacotalpan. También, como parte de sus presentaciones, dirigió fandangos en toda la república mexicana y en los Estados Unidos.

### Grupo Mono Blanco
En 1980 asistió junto a su hijo Tereso Vega a un festival en Tlacotalpan y, tocando junto con los Casarines, ganaron el concurso. Dos días después, los tres grupos ganadores fueron a Xalapa a una entrevista para la televisión y Gilberto Gutiérrez, quien dirigía al grupo, estaba presente. Tiempo después, Gilberto Gutiérrez fue a buscarlo a su casa para ofrecerle ser quien tocara la guitarra de son en el grupo.
Junto al grupo recorrió diversos países como Inglaterra, España, Marruecos, Malasia, India, Francia, Corea del Norte, Cuba, Canadá, El Salvador, Portugal, Venezuela, Brasil, Sudáfrica, Australia, Suiza, Bélgica, Alemania, China, Japón y múltiples veces Estados Unidos, tocando en festivales y trabajando con la comunidad de origen mexicano.
El 30 de octubre del 2017, acompañó a la agrupación en la celebración de sus 40 años en el Teatro de Bellas Artes, siendo éste su último concierto con el grupo.

## Medalla "Andrés Vega  Delfín"
El gobierno del  estado de  Veracruz creó la Medalla «Andrés Vega Delfín», la cual constituye un reconocimiento a los músicos tradicionales de la región, misma que se entrega anualmente en la «Fiesta de La Candelaria» en Tlacotalpan, Veracruz.